# 緻密氣
緻密氣（英語：tight gas）是指在滲透率非常低的儲層岩石中的天然氣，它的生產需要大規模水力壓裂才能達到符合經濟效益的產量。這種天然氣一般不含凝析油。故被稱爲乾氣（英語：dry gas）。這些產生乾氣的不滲透儲層也被稱為“緻密砂岩”（英語：tight sand） 。
一般緻密氣藏通常定義為基質滲透率低於 0.1 毫達西 (mD) 和基質孔隙度低於 10%。
緻密氣最常在砂岩，但有時在石灰岩。緻密氣被認為是一種非常規天然氣資源。緻密砂岩多屬古生代地層。因受長期地質作用，降低了岩石的滲透性，天然氣被困在這些岩層中。水平鑽井和水力壓裂 一般被常用於緻密砂岩的氣田開發。水平鑽井可增加生產管在岩層中長度，水力壓裂可增加岩層的破裂帶能加速氣體流動。故兩者實施可增加氣田產能。